# Liste der denkmalgeschützten Objekte in Mysłakowice
Grundlage dieser Liste der denkmalgeschützten Objekte in Mysłakowice (Powiat Jeleniogórski) in der Woiwodschaft Niederschlesien sind die Listen des Narodowy Instytut Dziedzictwa (NID, deutsch Nationales Institut für Kulturerbe), siehe unter NID-Listen der Woiwodschaften unter "Wykaz zabytków nieruchomych wpisanych do rejestru zabytków" - Liste der unbeweglichen Denkmäler, eingetragen im Register der Denkmäler. 
Die folgenden Angaben ersetzen nicht die rechtsverbindliche Auskunft der Denkmalbehörde.

## Legende
- Lage: Angabe von Ort, Straßenname und Hausnummer des Kulturdenkmals. Der Link Standort führt zu verschiedenen Kartendarstellungen und nennt die Koordinaten des Kulturdenkmals.
- Objekt: Name, Bezeichnung oder die Art des Kulturdenkmals.
- Beschreibung: gibt die baulichen und geschichtlichen Einzelheiten des Kulturdenkmals an, vorzugsweise die Denkmaleigenschaften.
- NID-Nr.: Registriernummer des Kulturdenkmals entsprechend den Listen des Narodowy Instytut Dziedzictwa (NID, deutsch Nationalinstitut für Kulturerbe). Sie identifiziert das Kulturdenkmal eindeutig.
- Bild: zeigt ein Bild des Kulturdenkmals und gegebenenfalls einen Link zu weiteren Fotos des Kulturdenkmals im Medienarchiv Wikimedia Commons.

## Denkmalgeschützte Objekte der GemeindeMysłakowicenach Ortsteilen
Die denkmalgeschützten Objekte werden entsprechend der polnischen Denkmalliste nach Ortsteilen aufgelistet.

### Bobrów(Boberstein)
| Lage              | Objekt                            | Beschreibung | NID-Nr.      | Bild           |
| ----------------- | --------------------------------- | --- | ------------ | -------------- |
| Bobrów (Standort) | Sachgesamtheit Schloss Boberstein | Schloss Boberstein (19. Jh.) – Gesamtanlage mit - Schloss Boberstein (19. Jh.) - Park (um 1890) - Gut (Ende 19. Jh.) (Gebäude weitgehend zerstört) - Wohn- und Wirtschaftsgebäude I (Ende 19. Jh.) - Wohn- und Wirtschaftsgebäude II (Ende 19. Jh.) - Wohn- und Wirtschaftsgebäude III (Ende 19. Jh.) - Mauer mit Bastionen und Tor (Ende 19. Jh.) | A/5387/485/J | weitere Bilder |

### Bukowiec(Buchwald)
| Lage                                 | Objekt                                                  | Beschreibung                                                                                           | NID-Nr.      | Bild                                |
| ------------------------------------ | ------------------------------------------------------- | --- | ------------ | ----------------------------------- |
| Bukowiec (Standort)                  | röm.-kath. Martinskirche Buchwald                       | römisch-katholische Kirche St. Martin (16. Jh.)                                                        | A/2125/1957  | weitere Bilder                      |
| Bukowiec (Standort)                  | evang. Kirche, jetzt röm.-kath. Kirche Buchwald         | evangelische Kirche, jetzt römisch-katholische Kirche St. Johannes der Täufer (2. Hälfte des 18. Jhs.) | A/2124/522   | weitere Bilder                      |
| Bukowiec (Standort)                  | Sachgesamtheit Schloss und Park Buchwald (Gesamtanlage) | Schloss Bukowiec, Sachgesamtheit, zusammen mit Nr. 592020–592025                                       | 468/A/04     | weitere Bilder                      |
| Bukowiec (Standort)                  | Schloss Buchwald                                        | Schloss Bukowiec (1790–1800), gehört zu Nr. 468/A/04                                                   | A/5628/901/J | weitere Bilder                      |
| Bukowiec (Standort)                  | Pavillon (Teehaus)                                      | Pavillon (Teehaus), 1804, gehört zu Nr. 468/A/04                                                       | –            | weitere Bilder                      |
| Bukowiec (Standort)                  | Mausoleum, genannt Abtei                                | Mausoleum, genannt Abtei (künstliche Ruine) (1818), gehört zu Nr. 468/A/04                             | –            | weitere Bilder                      |
| Bukowiec (Standort)                  | Wohn- und Wirtschaftsgebäude                            | Wohn- und Wirtschaftsgebäude, gehört zu Nr. 468/A/04                                                   | –            | Wohn- und Wirtschaftsgebäude        |
| Bukowiec (Standort)                  | Scheune                                                 | Scheune, 1. Viertel 19. Jh., gehört zu Nr. 468/A/04                                                    | –            | Scheune                             |
| Bukowiec (Standort)                  | Park                                                    | Park (1780), gehört zu Nr. 468/A/04                                                                    | A/5378/502/J | weitere Bilder                      |
| Bukowiec (Standort)                  | Gärtnerhaus und Schlosspark-Anlagen                     | Gärtnerhaus und Schlosspark-Anlagen, gehört zu Nr. 468/A/04                                            | –            | Gärtnerhaus und Schlosspark-Anlagen |
| Bukowiec (Standort)                  | Aussichtsturm                                           | Aussichtsturm, sogenannter Wachturm (1802), gehört zu Nr. 468/A/04                                     |              | weitere Bilder                      |
| Bukowiec (Standort)                  | künstliche Burgruine                                    | künstliche Burgruine (1802), gehört zu Nr. 468/A/04                                                    | –            | weitere Bilder                      |
| Bukowiec, ul. Tokarska 17 (Standort) | Villa mit Garten                                        | Villenanlage (1882, 1934) mit - Villa (1882, 1934) - umgebender Garten                                 | A/5277/1-2   | Villa mit Garten                    |

### Dąbrowica(Eichberg)
| Lage                 | Objekt                                             | Beschreibung | NID-Nr.      | Bild           |
| -------------------- | -------------------------------------------------- | --- | ------------ | -------------- |
| Dąbrowica (Standort) | evang. Kirche, jetzt röm.-kath. Kirche in Eichberg | evangelische Kirche, jetzt römisch-katholische Kirche der Mutter Gottes von Tschenstochau (1890–1900)                             | A/4905       | weitere Bilder |
| Dąbrowica (Standort) | Schloss Eichberg                                   | Schlossanlage (17. und 19. Jh.) – Gesamtanlage mit - Schloss Eichberg (Pałac w Dąbrowicy) (17. und 19. Jh.) - Park (A/5630/894/J) | A/5682/644/J | weitere Bilder |

### Karpniki(Fischbach)
| Lage                                                    | Objekt                                           | Beschreibung | NID-Nr.     | Bild               |
| ------------------------------------------------------- | ------------------------------------------------ | --- | ----------- | ------------------ |
| Karpniki, ul. Kościelna 1 (Standort)                    | Hedwigskirche Fischbach                          | Hedwigskirche (14. und 19. Jh.), Gesamtanlage mit - Kirche der Hl. Hedwig (14. und 19. Jh.) - Friedhof (16. Jh.) (A-1985/1142/J) - Umfriedung mit Toren (16. und 19. Jh.)                | A-1984/409  | weitere Bilder     |
| Karpniki (Standort)                                     | evang. Kirche Fischbach                          | evangelische Kirche (Mitte 18. Jh.) (existiert nicht mehr) | 410         | weitere Bilder     |
| Karpniki, ul Turystyczna 2 (Standort)                   | Pfarrhaus in Fischbach                           | Pfarrhaus (18. Jh.) | A/6092/1406 | weitere Bilder     |
| Karpniki (Standort)                                     | Burgruine Falkenstein                            | Burgruine Falkenstein (Zamek Sokolec) (14./15. Jh.) | A/6114/1403 | weitere Bilder     |
| Karpniki (Standort)                                     | Bergbaude „Schweizerei“ (Gesamtanlage)           | Bergbaude „Schweizerei“ ("Szwajcarka") (1823) mit - Bergbaude „Schweizerei“ (1823) - Nebengebäude zur „Schweizerei“ (1823)                                                               | 619/J       | weitere Bilder     |
| Karpniki, ul. Rudawska 2 (Standort)                     | Villa in Fischbach                               | Villa (1898) | 549/A/05    | Villa in Fischbach |
| Karpniki, ul. Rudawska 6 (Standort)                     | Sachgesamtheit Schloss- und Parkanlage Fischbach | Schloss- und Parkanlage Fischbach (1. Hälfte 19. Jh.) | 467/A/04    | weitere Bilder     |
| Karpniki, ul. Łąkowa 1 (Standort)                       | Schloss Fischbach                                | Schloss Fischbach (1838–1846) | 467/A/04    | weitere Bilder     |
| Karpniki, ul. Rudawska 6 (Standort)                     | Park                                             | Park, nach 1820, gehört zu Nr. 467/A/04 | A/5513/177  | weitere Bilder     |
| Karpniki (Standort)                                     | Lindenallee in Fischbach                         | Lindenallee an der Straße in Richtung Lomnitz (Mitte 19. Jh.), gehört zu Nr. 467/A/04 | A/1083      | weitere Bilder     |
| Karpniki, ul. Stawowa 12 (Standort)                     | Villa Aichinger in Fischbach                     | Villa Aichinger (Pałac Dębowy) (1875) – Gesamtanlage mit - Villa Aichinger, jetzt Hotel „Eichenschloss“ (1875) - Park bei der Villa Aichinger (1875) (860/J) - Nebengebäude (A/6076/1-2) | 1069/J      | weitere Bilder     |
| Karpniki, ul. Rudawska 49 (dec. Karpniki 93) (Standort) | Wassermühle in Fischbach                         | Wassermühle (3. Viertel des 19. Jhs.) | 1072/J      | weitere Bilder     |

### Łomnica(Lomnitz)
| Lage                                       | Objekt                                                    | Beschreibung | NID-Nr.      | Bild                                                      |
| ------------------------------------------ | --------------------------------------------------------- | --- | ------------ | --------------------------------------------------------- |
| Łomnica, ul. Świerczewskiego (Standort)    | Kirche der Unbefleckten Empfängnis Lomnitz (Gesamtanlage) | Kirche der Unbefleckten Empfängnis (15. und 19. Jh.) mit - Pfarrkirche der Unbefleckten Empfängnis (15. und 19. Jh.) - Friedhof (14. Jh.), - Umfriedung mit Tor (16. und 19. Jh.) - Kapelle | A-2090/1410  | Kirche der Unbefleckten Empfängnis Lomnitz (Gesamtanlage) |
| Łomnica, ul. Świerczewskiego 96 (Standort) | Pfarrhaus, jetzt Wohnhaus in Lomnitz                      | Pfarrhaus, jetzt Wohnhaus (1752) | 902/J        | weitere Bilder                                            |
| Łomnica (Standort)                         | landwirtschaftliches Gut in Lomnitz (Gesamtanlage)        | landwirtschaftliches Gut (18./19. Jh.) vom Schloss Lomnitz mit - Speicher (18./19. Jh.) - Stall (18./19. Jh.) - Scheune (18./19. Jh.) - Schmiede (18./19. Jh.) - Stallscheune (18./19. Jh.) - Wohn- und Wirtschaftsgebäude (18./19. Jh.) - Wohngebäude (18./19. Jh.) - Scheune I im Parkbereich (18./19. Jh.) - Scheune II im Parkbereich (18./19. Jh.) | 1179/J       | weitere Bilder                                            |
| Łomnica, ul. Karpnicka 3 (Standort)        | Schloss und Park in Lomnitz (Gesamtanlage)                | Schloss Lomnitz (18. und 19. Jh.), Sachgesamtheit, zusammen mit Nr. 592064–592066 | 653/J        | Schloss und Park in Lomnitz (Gesamtanlage)                |
| Łomnica, ul. Karpnicka 3 (Standort)        | Schloss Lomnitz                                           | Schloss (1729, 1838), gehört zu Nr. 653/J | 653/J        | weitere Bilder                                            |
| Łomnica, ul. Karpnicka 3 (Standort)        | Witwenschloss                                             | Herrenhaus (Witwenhaus), (1836/37), gehört zu Nr. 653/J | 896/J        | weitere Bilder                                            |
| Łomnica, ul. Karpnicka 3 (Standort)        | Park                                                      | Park, (1. Hälfte 19. Jh.), gehört zu Nr. 653/J | A/5379/501/J | weitere Bilder                                            |

### Mysłakowice(Zillerthal-Erdmannsdorf)
| Lage                                           | Objekt                                                 | Beschreibung | NID-Nr.      | Bild                                         |
| ---------------------------------------------- | ------------------------------------------------------ | --- | ------------ | -------------------------------------------- |
| Mysłakowice, ul. 1-go Maja (Standort)          | evang. Kirche, jetzt röm.-kath. Kirche in Erdmannsdorf | evangelische Kirche, jetzt römisch-katholische Herz-Jesu-Kirche, (1836–1840)                                                                                            | A/2159/858/J | weitere Bilder                               |
| Mysłakowice (Standort)                         | Friedhof Erdmannsdorf (Gesamtanlage)                   | Friedhofsanlage mit - Friedhofskapelle (Ende 19. Jh.) - Mausoleum der Familie von Ruschwey (19. Jh.)                                                                    | 482/A/1-2/05 | weitere Bilder                               |
| Mysłakowice, ul. Sułkowskiego 1 (Standort)     | Schloss und Park Erdmannsdorf (Gesamtanlage)           | Schloss Erdmannsdorf (1. Hälfte des 19. Jhs.) mit - Schloss Erdmannsdorf (1832–1844) - Park (1833) (A/5374/508/J)                                                       | 639/J        | Schloss und Park Erdmannsdorf (Gesamtanlage) |
| Mysłakowice, ul. Cmentarna 2 (Standort)        | Tirolerhaus in Erdmannsdorf                            | Tirolerhaus (1838) | 999/J        | Tirolerhaus in Erdmannsdorf                  |
| Mysłakowice, ul. Czerwony Dworek 3 (Standort)  | Haus in Erdmannsdorf                                   | Haus (1857) | 998/J        | Haus in Erdmannsdorf                         |
| Mysłakowice, ul. Czerwony Dworek 5 (Standort)  | Villa in Erdmannsdorf                                  | Villa „Rotes Haus“ (1838–1840) | 638/J        | BW                                           |
| Mysłakowice, ul. Czerwony Dworek 8 (Standort)  | Haus in Erdmannsdorf                                   | Haus (Ende 19. Jh.) | 848/J        | Haus in Erdmannsdorf                         |
| Mysłakowice, ul. Czerwony Dworek 13 (Standort) | Tirolerhaus in Erdmannsdorf                            | Tirolerhaus (1838) | 1016/J       | Tirolerhaus in Erdmannsdorf                  |
| Mysłakowice, ul. Czerwony Dworek 14 (Standort) | Tirolerhaus in Erdmannsdorf                            | Tirolerhaus (1838) | 1017/J       | BW                                           |
| Mysłakowice, ul. Czerwony Dworek 15 (Standort) | Tirolerhaus in Erdmannsdorf                            | Tirolerhaus (1838) | 1015/J       | Tirolerhaus in Erdmannsdorf                  |
| Mysłakowice, ul. Daszyńskiego 5 (Standort)     | Tirolerhaus in Erdmannsdorf                            | Tirolerhaus (1838) | 1026/J       | weitere Bilder                               |
| Mysłakowice, ul. Daszyńskiego 6 (Standort)     | Tirolerhaus in Erdmannsdorf                            | Tirolerhaus (1838) | 1030/J       | weitere Bilder                               |
| Mysłakowice, ul. Daszyńskiego 7 (Standort)     | Tirolerhaus in Erdmannsdorf                            | Tirolerhaus (1838) | 1031/J       | weitere Bilder                               |
| Mysłakowice, ul. Daszyńskiego 8 (Standort)     | Tirolerhaus in Erdmannsdorf                            | Tirolerhaus (1838, 2005) | 1032/J       | weitere Bilder                               |
| Mysłakowice, ul. Daszyńskiego 9 (Standort)     | Tirolerhaus in Erdmannsdorf                            | Tirolerhaus (1838) | 1033/J       | weitere Bilder                               |
| Mysłakowice, ul. Daszyńskiego 10 (Standort)    | Tirolerhaus in Erdmannsdorf                            | Tirolerhaus (1838) | 1034/J       | weitere Bilder                               |
| Mysłakowice, ul. Daszyńskiego 11 (Standort)    | Tirolerhaus in Erdmannsdorf                            | Tirolerhaus (1838) | 1035/J       | weitere Bilder                               |
| Mysłakowice, ul. Daszyńskiego 16 (Standort)    | Leinenfabrik ORZEŁ in Erdmannsdorf(Gesamtanlage)       | Leinenfabrik ORZEŁ mit - Spinnerei (1844, 1870–1874) - Weberei (1870–1874) - Kraftwerk (1884) - Lager (1869, 1910) - Produktionsgebäude und Lager (1879) - Trafostation | A/4906/1-6   | weitere Bilder                               |
| Mysłakowice, ul. Starowiejska 14 (Standort)    | Tirolerhaus in Erdmannsdorf                            | Tirolerhaus (1838), sogenannter „Tiroler Hof“ | 1025/J       | weitere Bilder                               |

### Wojanów(Schildau)
| Lage                     | Objekt                                              | Beschreibung | NID-Nr.      | Bild                                     |
| ------------------------ | --------------------------------------------------- | --- | ------------ | ---------------------------------------- |
| Wojanów (Standort)       | Kirche Mariä Himmelfahrt in Schildau                | Pfarrkirche Mariä Himmelfahrt (18. Jh.) | A/2019/1143  | weitere Bilder                           |
| Wojanów Nr. 9 (Standort) | Schloss und Park Schildau (Gesamtanlage)            | Schloss Schildau (17. und 19. Jh.) mit - Schloss Schildau (2. Hälfte 17. Jh., 1. Hälfte 19. Jh.) - Park (innerhalb der Umzäunung) A/5510/241 | A/5511/240   | Schloss und Park Schildau (Gesamtanlage) |
| Wojanów (Standort)       | landwirtschaftliches Gut in Schildau (Gesamtanlage) | landwirtschaftliches Gut (2. bis 3. Viertel des 19. Jhs.) mit - Wohnscheune (2. bis 3. Viertel des 19. Jhs.) - Wohn-Nebengebäude (2. bis 3. Viertel des 19. Jhs.) - Remise (2. bis 3. Viertel des 19. Jhs.) - Kuhstall (2. bis 3. Viertel des 19. Jhs.) | 592/A/05/1-5 | weitere Bilder                           |